# 英会話レッツスピーク
『英会話レッツスピーク』（えいかいわレッツスピーク）は、NHKのラジオ第2放送で、2002年4月から2006年3月に放送された英語講座である。
それまでにはあまりなかった「徹底的に口を動かす」「英語の筋肉を鍛える」ことに重点が置かれたタイプの語学講座番組で注目を集めた。
講師はコンテンツクリエイターの岩村圭南。2002年の後期のみ小野田栄一が担当した。
2006年4月からは、改題され「徹底トレーニング英会話」となった。

## 放送時間

### 月 - 土曜日
- 本放送： 15:25 - 15:40（JST）
- 再放送： 19:20 - 19:35、22:30 - 22:45（いずれもJST）

### 日曜日
11:45から12:30に月曜から水曜の3本分がまとめて再放送された。当時、他の英語講座が2日1セット（月曜・水曜・金曜の初回放送ごとに更新。以後火曜・木曜・土曜まで繰り返し再放送）となっていた中で、この番組は毎日違う内容で放送されていた。

## 歴史
- 2002年4月、NHK各国語学講座の再編によって番組が始まった。当初は再放送時間が違い、19:25 - 19:40 と 22:25 - 22:40であった。
- 2002年開始当初は、岩村が前期を担当、小野田が後期を担当することがあらかじめ決まっていた。
- 2003年4月、再び岩村が復帰。再放送時間が 19:20 - 19:35、22:30 - 22:45に変更された。
- 2005年4月から、リスナーの要望を受け日曜日の再放送が始まった。それまでは「ビジネス英会話」と「英語リスニング入門」が日曜日に再放送されていたが、「英語リスニング入門」の終了に伴い、この番組に時間が割り当てられた。時間の関係から、スキットがある月曜日から水曜日の3本のみ放送。
- このあたりから、話すことのみというよりは、リスニング能力も含めた総合的英会話能力のトレーニングを目指すようになったため、2006年4月からは徹底トレーニング英会話に改題され、引き継がれた。